# Dilaver Pascià
Dilaver Pascià (... – Costantinopoli, 19 maggio 1622) è stato un politico e militare ottomano di etnia croata.
Nel 1612 fu nominato beilerbei di Cipro, nel 1614 di Baghdad e nel 1615 di Diyarbakir, in veste del quale, partecipò alla campagna di Erevan del 1616 nell'ambito della Guerra ottomano-safavide. Rimase in carica fino al 1620. Nel 1621 partecipò alla battaglia di Chocim e il 17 settembre 1621 fu nominato Gran Visir. Morì a Costantinopoli il 19 maggio 1622 durante la rivolta dei giannizzeri contro il sultano Osman II.